# Низкоплан
Низкоплан — самолёт (моноплан), крыло в котором проходит через нижнюю половину фюзеляжа. Многие модели линейных гражданских воздушных судов — низкопланы, например Ту-154, Ил-62, Ил-86, A320,Boeing 737 хотя есть и примеры обратного: Ан-24, ATR 72, грузовые авиалайнеры —  высокопланы.

## Преимущества низкого расположения крыла
- При аварийной посадке с невыпущенным шасси удар воспринимается в основном конструкцией крыла, защищающей пассажиров и экипаж.
- В случае аварийной посадки на воду, крыло, благодаря встроенным топливным бакам-кессонам, выполняет роль понтона, вместе с фюзеляжем обеспечивая плавучесть самолёта (см. Аварийная посадка А320 на Гудзон).
- Стойки шасси удаётся сделать короткими, и, как следствие, более прочными и лёгкими; упрощается его уборка и выпуск.
- При расположении двигателей на крыле упрощается доступ к ним, что делает удобным техническое обслуживание двигателей при эксплуатации.
- Планер самолёта легче по сравнению с высокопланом и среднепланом.

## Недостатки низкого расположения крыла
- Создаётся диффузорный эффект (повышается сопротивление) в месте стыка фюзеляжа и задней кромки крыла.
- Повышается риск касания крылом при посадке.
- Снижается поперечная устойчивость самолёта.
- Низкое расположение двигателей (в случае их расположения под крылом):
  - повышает вероятность попадания посторонних предметов в двигатель, что предъявляет повышенные требования к качеству взлётно-посадочной полосы
  - существенно усложняет разработку новых моделей самолета на том же планере с двигателями бо́льших диаметров (напр. Boeing 737 в моделях NG и MAX, Airbus A320 в модели Neo)
- Ухудшается обзор из иллюминаторов для пассажиров самолета.
- Сказывается влияние земли (экранный эффект) на взлётно-посадочные характеристики.